# 伊藤英吉

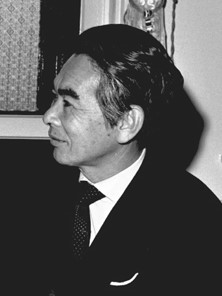
1971年の伊藤英吉

伊藤 英吉（いとう えいきち、1911年（明治44年）6月25日 - 2011年（平成23年）8月30日）は、日本の実業家。伊藤忠商事元会長。

## 来歴・人物
伊藤竹之助、ときの長男として生まれる。父・竹之助は伊藤忠兵衛 (初代) の長女・ときの婿養子。弟は伊藤順吉。
旧制甲南高等学校を経て、旧制神戸商業大学（現・神戸大学）、ケンブリッジ大学を卒業し、1940年に伊藤忠商事へ入社した。1954年からニューヨークに駐在する。1959年に帰国し、常務、専務、副社長を経て、1968年に会長に就任した。
妻・英子は子爵加納久朗の次女。
2011年8月30日、老衰のため死去。100歳没。